# Халберштат CL.II
Халберштат CL.II је ловац и јуришник направљен у Немачкој. Авион је први пут полетео 1917. године. 

Највећа брзина авиона при хоризонталном лету је износила 170 km/h.
Распон крила авиона је био 10,77 метара, а дужина трупа 7,30 метара. Празан авион је имао масу од 772 килограма. Нормална полетна маса износила је око 1130 килограма. 

## Наоружање
| Наоружање авиона: Халберштат   |                                              |
| Ватрено (стрељачко) наоружање  |                                              |
| Топ                            |                                              |
| Митраљез                       |                                              |
| Број и ознака митраљеза        | 1-2 синх. Шпандау, 1 Парабелум код осматрача |
| Калибар                        | 7,92                                         |
| Бомбардерско наоружање (бомбе) |                                              |
| Класичне авио бомбе            | до 5, свака масе 10                          |
| Ракетно наоружање (ракете)     |                                              |